# José María Barreiro
Pour les articles homonymes, voir Barreiro (homonymie).
José María Barreiro Manjón, né à Cadix le 20 août 1793 et mort à Bogota le 11 octobre 1819, est un militaire espagnol, acteur de la Guerre d'indépendance espagnole, puis de la Guerre d'indépendance de la Colombie.

## Biographie
Il est colonel d'artillerie.

### Guerre d'indépendance de la Colombie et du Venezuela
Durant la guerre à mort, Barreiro fait partie des officiers des troupes royalistes luttant contre celles, républicaines, de Bolívar et Santander.
En 1819, il dirige la 3e division espagnole de l'armée de reconquête, commandée par Pablo Morillo. Barreiro commande donc, depuis Sogamoso, les troupes loyalistes en Nouvelle-Grenade : 4 500 hommes, bien formés et bien équipés, répartis sur tout le territoire. Cette armée garde notamment l'entrée des hauts plateaux de la Cordillère Orientale, le corps principal étant établi à Tunja. Face à lui, les troupes rebelles ont entamé la campagne libératrice de la Nouvelle-Grenade. Après le passage des Andes, Barreiro fait face aux indépendantistes lors des batailles de Gámeza (11 juillet, issue indécise), puis Pantano de Vargas (25 juillet), qui lui coupent la route de Bogota.
Soumis à la guérilla des républicains, il reçoit l'ordre de Pablo Morillo, commandant en chef, d'attaquer le Casanare. Commandant l'arrière-garde à la bataille de Boyacá, le 7 août 1819, il doit faire sa reddition. Il est exécuté à Bogota avec trente-huit autres officiers espagnols, sur ordre de Santander et en application du décret de guerre à mort, le 11 novembre 1819.